# Tando Adam
Tando Adam är den största staden i distriktet Sanghar i den pakistanska provinsen Sindh. Folkmängden uppgick till cirka 150 000 invånare vid folkräkningen 2017.